# 祝島
祝島（いわいしま）は、瀬戸内海有数の漁場とされる周防灘と、伊予灘の境界に位置する山口県熊毛郡上関町の島である。

## 自然環境
瀬戸内海の海上交通の要衝に位置している。

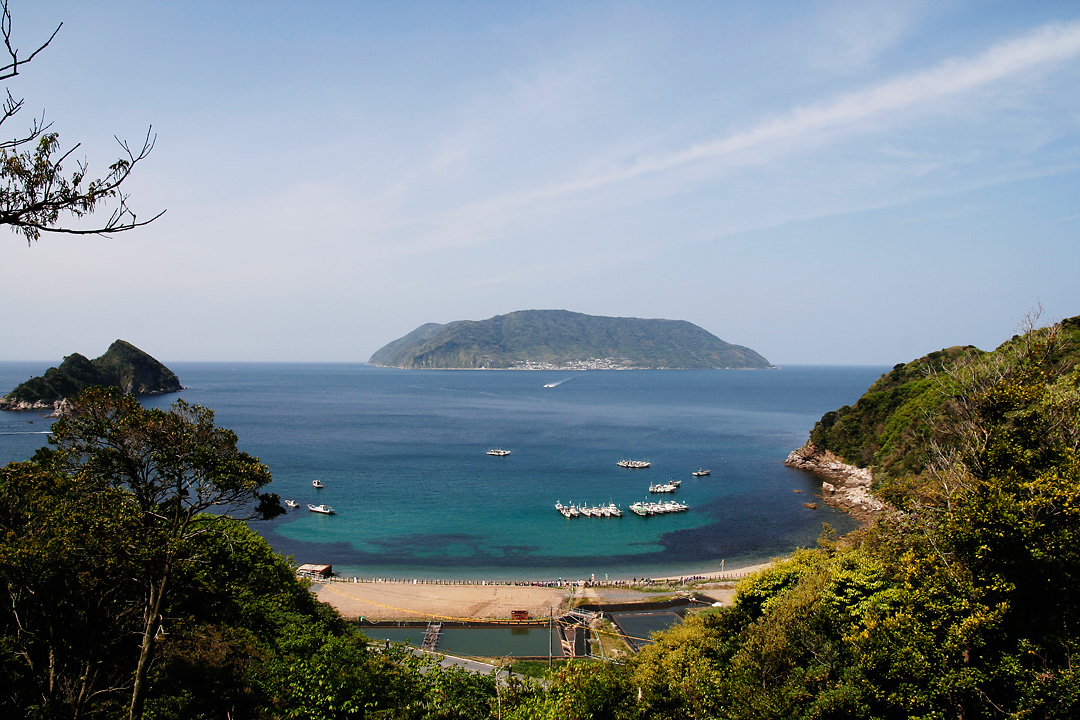
上関町田ノ浦から撮影した祝島。

室津半島の東端である四代地区から西に3.6 km、上関港から16キロ離れた海域にある。属島として島の西側約200mの海域に小島、同じく西側約1kmの海域に小祝島がある。
島の周囲は12kmで、面積は7.67平方キロメートル。島を東側の対岸・上関町四代上空からみるとハート型にみえる。海岸線付近は急峻な傾斜地が多いものの、島の中央部はなだらかで全域が台地状の丘陵地帯となっており、遠くから見るとスープ皿を伏せたような地形となっている。
後述の通り、周防灘は現在の瀬戸内海全体でも比較的に魚介類が多い海域である。特に祝島や長島の近海は、環境破壊がすすむ瀬戸内海の中でも比較的自然環境が残っているとされ、一昔前まで瀬戸内海のどこにでも見られたイルカの一種であるスナメリは、ここ祝島・長島近海や広島県竹原市沖の阿波島海域、大阪湾など安定した生息が確認される海域は大幅に減少した。過去には偶発的にイルカウォッチングが行われた事もある。その他の特筆すべき貴重な生物種として、アオギス、カブトガニ、カンムリウミスズメ、ヤシマイシン近似種、ナガシマツボなども確認されている。
また、おそらくは明治時代初頭までは、ヤマザクラの咲く季節には祝島の周囲にたくさんのクジラが見られたとされており、出産と子育てに使用されていた可能性がある。大村秀雄は考察材料から鯨種をコククジラと推定して同種の瀬戸内海への回遊と繁殖を示唆したが、実際に周防灘や伊予灘や芸予諸島等を重点的に利用していた鯨種は厳密には不明である。
近年にも、まれに周辺でクジラや他のイルカが見られる事もある。

## 歴史
万葉集にも登場するなど、古代から栄えた歴史を持つが、高度経済成長期から人口が流出。現在は漁業と有機農業で生計を立てる過疎地域である。
万葉集では「伊波比島」（いはひしま）と表記され、
- 家人は帰り早来と伊波比島斎ひ待つらむ旅行くわれを（万葉集巻15－3636）
- 草枕旅行く人を伊波比島幾代経るまで斎ひ来にけむ（万葉集巻15－3637）

と、航海の安全を祈願する歌が登場している。また、位置から見ても、祝島と上関港は、奈良時代から近畿と九州の国東半島を結ぶ最短の航路上にあたり、海上交通の要衝となる寄港地であったとされている。このため、船の安全を祈願する神霊の島と崇められてきたという。
また、いわゆる源平合戦といわれる治承・寿永の乱で、平家の水軍の将・平景清の墓と言い伝えられる石塚が島内に存在し、「平家塚」と呼ばれている。
『鳩子の海』（1974年4月1日から1975年4月5日にかけてのNHK朝の連続テレビ小説）で祝島や上関町を舞台にしたドラマとして放映された。

## 地域
2022年4月現在の人口は、314人。

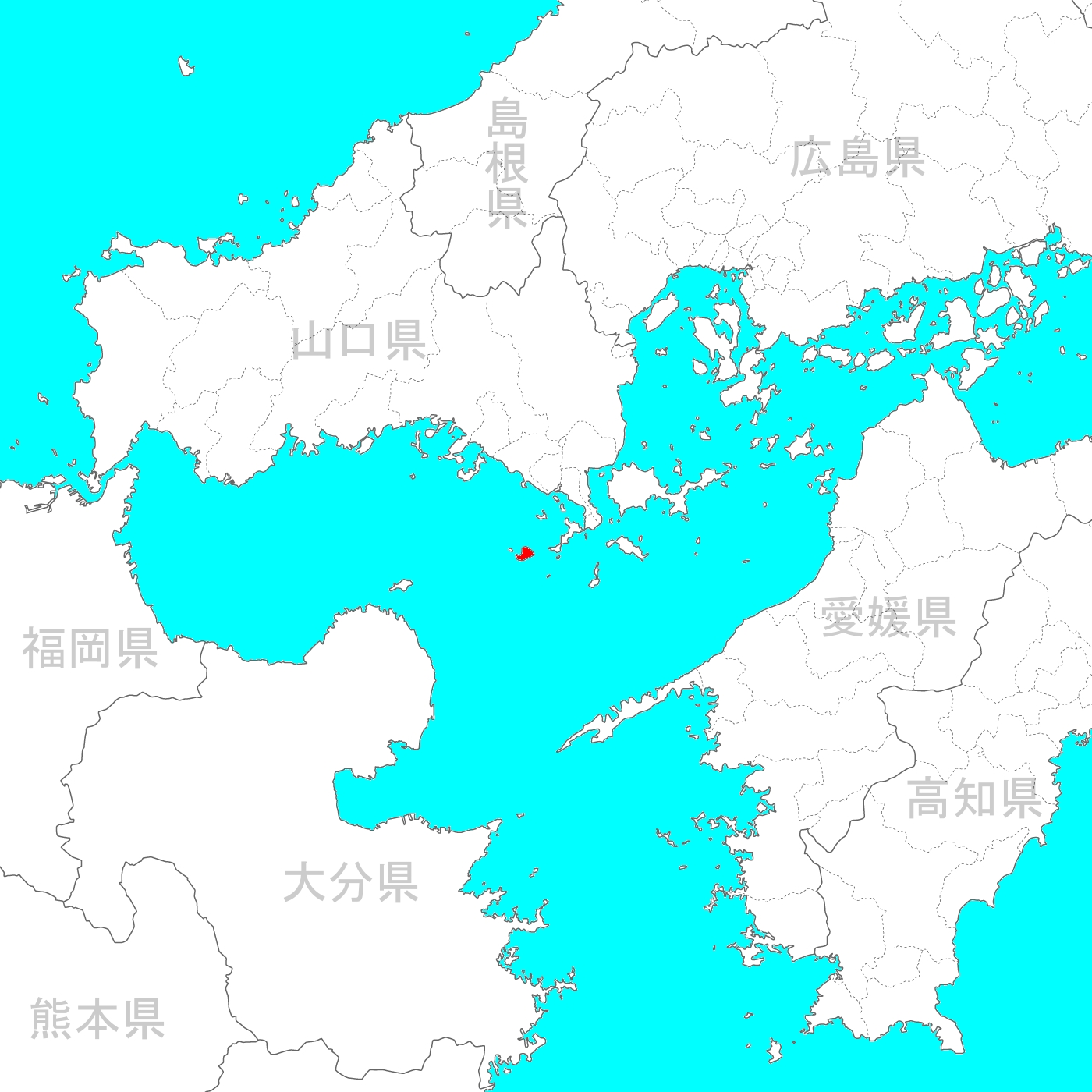
祝島の位置

戦後の最盛期には人口は5000人程度とされていたが、現在は500人（2010年6月末現在）で、65歳以上が69%以上を占めるいわゆる高齢化がすすむ過疎地域となっている。
海岸線のほとんどは急斜面となっているため、東側にある港近くの本浦と呼ぶ比較的平坦な斜面に住居が集中し、集落を形成している。最も高い地点は長見山と呼ばれ標高357.4m。
夏は台風の進路にあたるためその強風や、豊後水道を北上する冬の強風や荒波の直撃から住居を守るために、石を積み、土や漆喰、セメント（モルタル）などで固めた、一見石垣のように見える練塀（ねりべい）と呼ばれる塀が、軒下で屋根と連結され、住居の周囲を覆っている。塀と塀の間にはさほど広くない路地が迷路のように入り組み、城壁のような練塀の景観が異彩を放ち、祝島集落の独特の情緒を醸し出す。

### 産業
昔から漁業が盛んで、現在でも漁業を中心とする半農半漁を営む島である。漁業、農業、遊漁、観光などが、島民の主な収入源となっている。
祝島市場（旧・祝島漁協）は祝島の経済の要であり、海産物のみならず、「祝島びわ産直グループ」のビワやビワ茶、あるいは、みかん、寒干し大根などの委託販売をする。祝島漁協は島民の屋台骨を支え、島おこしと生活権を守ってきた重要な団体であったが、合併などにより漁協は山口県漁協祝島支店に改組され、通信販売部門は現在祝島市場が担っている。

#### 漁業
祝島の西側に広がる周防灘は、魚種も豊富で、四季を通じて各種の海産物が獲れる瀬戸内海における屈指の好漁場といわれている。発掘された出土品から、弥生時代から漁業を営んでいた形跡がある。
1960年代ごろは、一本釣りのタイが漁獲高のトップで、「祝島鯛」は本土の高級料理店にその名が知られるほどであった。ヒラメやカレイ、タコなどもよく獲れた。
現在、水揚げ量の多い順でならべると、アジ、マダイ、タコ、サヨリ、カレイ・ヒラメ、ヤズ・ハマチ、コウイカ、メバル、ハゲ、タチウオなど。
祝島の文化としてユニークな神舞と石積みの集落は2006年に発表された水産庁の未来に残したい漁業漁村の歴史文化財産百選に選ばれた。

#### 農業
農業も盛んで、みかんやびわが農地面積の六割以上を占め、本土に出荷されて市場から高い評価を受けているが、高齢化による担い手不足で生産量が伸び悩み、島民の悩みの種となっている。
最も評価を受けている農産物はびわで、他地域のものと比べて糖度が高いと言われている。これは祝島の風土が、びわの生育に特に適しているためだと説明され、農薬に頼らず生産することができる。
びわに脚光が当てられるまでは、みかんが主な農産物であったが、オレンジ輸入自由化以降のみかん価格暴落により、より単価の高いびわへと転作が進んできた経過がある。
また、反原発運動の進展とともに全国各地の各種の運動グループとの交流から、積極的に有機農業化がすすめられ、島内で穫れる農産物は現在ほぼ無添加・無農薬農産物といってよい。
しかし、高齢などが理由で除草剤を使う農家が何戸か存在するため、国の無農薬農産物表示ガイドラインに従わざるを得ず、現在は「無農薬」表示を断念。それでも、産地直送で各地へ送られる農産物は農薬・除草剤を使わない無農薬のものに限って出荷することになっている。

#### 観光
有名な観光資源はなく、交通の便も良いとは言えないが、島内に旅館・民宿があり、全国にも例のない練塀を見に来る人はあとを絶たない。また、23年におよぶ原子力発電反対の闘争が続いているため、原発問題や環境問題に関心がある人の間では比較的知名度が高く、伝統的な生活や伝統行事の神舞（後述）などが残っていることから、知る人ぞ知る隠れた観光地となっていて、観光目的の来島者は少なくない。また、反原発・脱原発・反公害など各種の運動家が交流目的に訪れるケースもある。練塀や、丘陵の高くまで耕された棚田が観光ポイントで、新鮮な魚に舌鼓を打つ観光客は多い。
また漁師が船頭を務める遊漁船で魚釣りをする遊漁（ゆうりょう）も盛んである。遊漁の予約・申し込み受付は祝島市場が扱い、一般に島の外にある上関町四代港に遊漁船が送迎するシステムをとっている。祝島近海では主に四季を通じマダイ、メバル、アジが釣れ、夏にはカワハギ、スズキ、イカが、秋はハマチ、冬はタチウオ、キス、サヨリなど。
定例ではないが、2002年11月から随時朝市が行なわれるようになり、島内の特産品から炊き込みご飯や押し寿司、焼き饅頭、たこ焼きまでが販売される。ゴールデンウィークや各種催し物などに合わせて行なわれることが多い。島民にも人気が高く、特に売れ筋の商品は定期船到着（10時40分）前に売り切れることもある。過去の例では、朝市開始の午前10時前から人気商品に人だかりができ、10分程度で売り切れたこともあった。
島南部に平さんの棚田と呼ばれる棚田があり、重機を利用せず個人で作った石垣としては非常に規模が大きい。中心部からは片道1時間弱の道のりがあり、高低差が大きいので自転車でいくのは困難である。

### 教育
過疎化に伴い、子供の数が少ないため、2005年3月17日に上関町立祝島中学校は休校となった。
一方、同年4月8日、新入生の登場により、休校となっていた上関町立祝島小学校が2年ぶりに復活、開校式兼入学式を行い、校長1名、教諭1名、事務員1名、児童1名という最小規模の小学校として再出発した。本土の上関町内の小学校とたびたび交流授業を行っていた。2017年4月1日で再度休校となったが、2021年4月1日に再校した。

### 施設
島内には以下の公的機関が設けられている。
- 上関町役場 祝島支所
- 祝島郵便局
- 上関町立祝島小学校
- 上関町立祝島中学校（現在休校中）
- JA南すおう 祝島事業所
- 山口県漁業協同組合 祝島支店
- 柳井警察署祝島警察官駐在所

このほか島内には診療所があるほか、生活改善グループとして「祝島びわ産直グループ」がある。
また宿は三軒、神社・寺院は4箇所（宮戸八幡宮・善徳寺・光明寺・照満寺）ある。

### 文化
神舞神事
神舞（かんまい）は、祝島に古くから伝承される神事である。4年毎の閏年に旧暦の7月1日から5日にかけて、三隻の御座船あるいは神様船とも呼ばれる神船を、大漁旗で飾った百余隻に及ぶ奉迎船が出迎えて祝島で行われる。入船神事、祈願神楽（岩戸神楽、夜戸神楽）、参拝（お宮参り）、出船神事などの催しを全島を挙げ、手作りで行なう祭祀である。島外で生活する祝島出身者がこの日に帰島して参加するため、神事期間中の人口はふだんの数倍に膨れ上がるとされている。
20人が櫂で漕ぐ櫂伝馬船（かいてんません）や大漁旗をたなびかせた100隻以上の漁船など、出迎えの護衛船を従えた神船が、大分県国東半島の最北端にある伊美別宮社から国東市国見町伊美港を出発。いわゆる御神体とともに乗り込んだ二十余名の神職、里神楽師、伊美の郷の氏子代表や漁師を祝島に迎え、三十三種類の神楽舞が、新しいカヤで編んだ苫を小屋掛けした仮神殿で奉納。祝島を斎場として神恩に感謝する行事である。「祝島の神舞神事」の名称で山口県の無形民俗文化財に指定されている。2005年2月には農林水産省の外郭団体である都市農山漁村交流活性化機構が主催する第4回むらの伝統文化顕彰で、「小屋掛けから神舞までを一体として伝承し、また、祭り前の海岸のゴミ拾いなど住民一人一人が一役を担い、共同作業で信仰と郷土芸能を支えている」ことが評価され、農林水産大臣賞を受賞している。
2007年5月にハワイの航海カヌー「ホクレア」が日本を訪問した際には、祝島島民の強い要望を受けて急遽、この島に立ち寄り、島民は櫂伝馬船でこれを迎えた。
練り壁
石積みに土を詰め漆喰で固めたの練り塀が今も残る。周辺はおろか瀬戸内海でもこの練り壁は見ることはできないが、韓国の済州島では今も残っている。

## 交通
JR山陽本線柳井駅下車、バスで約50分乗車して室津に到着、室津港の渡船口から定期高速船「いわい」(平成30年4月就航)で約40分、最終寄港地の上関町四代港からなら祝島まで15分である。定期船は一日に祝島行きは3便、帰りの室津港～柳井港行きは2便(第一便，第二便)、室津港行きは1便(第三便)運航している。
あるいは上記定期船のうち、JR山陽本線柳井港駅から徒歩3分の柳井港を起点として終点として運航するものもあり、バスに乗車することなく定期船のみで島に渡る方法もある。この場合の乗船時間は約1時間10分となる。
さらに、自動車利用の場合は、室津港、上関港、蒲井港、四代港に定期船が寄港するため、駐車場に車を置いて定期船に乗船することもできる。
島内には山口県道330号祝島線が集落から海岸に沿って島の反対側の三浦まで設けられ、農産物輸送や観光、島内行事の「祝島 不老長寿マラソン」などで活用されている。
島内の遊覧のため、自転車を貸し出す宿も。

## 郷土料理
石豆腐
にがりの代わりに、海水を用いて豆乳を固めて作られ、チーズのような黄味がかった色で、紐で縛れるほどの、いわゆる堅豆腐。昔は各家庭で作られていたというが、現在は島の二軒の豆腐店のみが製造している。
起源については、上関町やその周辺の島々など山口県内で一般的に作られていたが他地域では廃れ、現在は祝島のみに残ったとする説と、もともと祝島で生まれた独自の豆腐だとする説がある。
にがりの代わりに海水を用いて作る豆腐は、ほかに長崎県五島列島の潮豆腐や沖縄県の糸満豆腐が知られている。

## 上関原子力発電所反対運動
現在中国電力が祝島対岸の上関町四代田ノ浦地区で原子力発電所を建設計画を進めている。これに関して、原子力発電所の安全性への懸念等を巡り、島民を中心とした反対運動が起こされ、原子力発電所建設計画に伴う漁業補償金も拒否するという姿勢であったが、近年は山口県漁協祝島支店が補償金受け取りを決議するなど情勢に変化が生じている。

## その他
明治期、祝島生れの藤本友次郎は単身アメリカ合衆国に渡り、鋼鉄船によるまき網漁、延縄漁の技術を習得後、下関で藤友組を創業した。
鮮魚仲買を兼ねた藤友組は隆盛の一歩を辿り、大正期から昭和初期にかけて日本を代表する水産企業に成長し、日本海沿岸の境港、魚津等主要漁港をはじめ、朝鮮・満州に進出し、祝島出身者の多くが奉職した。このことは、当時の離島としては珍しい高水準の教育を受けた島民が多いこと、広く本土や世界での見聞を持ちながら、生活基盤は祝島に持つという独特の生活スタイルと繋がり、島独自の文化の形成にも関与しているとの考察も存在する。
藤友組は昭和6年の世界恐慌の際に倒産したが、船団や施設の多くは林兼産業、日本冷蔵、日本水産等に譲渡され、従業員の多くも雇用を継続され、水産業界に祝島出身者が広く展開する基となった。日本冷蔵常務取締役、味の浜藤副社長を歴任した三国重雄も祝島出身である。
また、藤本友次郎の長男である藤本万次郎は藤友組倒産後、昭和冷凍、日本水産、ニチロを経て、昭和25年下関中央魚市場の設立に参画し、昭和45年まで代表取締役を務め、祝島出身者を積極的に雇用し、戦後の祝島の復興に大きく寄与した。

## 関連する人物
- 山戸貞夫（前上関町議会議員、元島民の会会長)
- 藤本万次郎（実業家、祝島出身。藤本友次郎の長男）
- 小中進（元山口県議会議員、上関原発反対運動のリーダー格）
- 国弘秀人（祝島出身。2011年4月の山口県議会議員選挙光市選挙区に反上関原発を訴えて出馬し僅差で敗れた）

## 関連映画
- 『ミツバチの羽音と地球の回転』2010年、鎌仲ひとみ監督作品[26]
- 『祝の島』2010年、纐纈あや監督作品